# Кастамара
Кастамара (ест. Kastamara), також Костамара (ест. Kastamara) — село в Естонії, входить до складу волості Меремяе, повіту Вирумаа.